# Вилафранка ин Луниђана
Вилафранка ин Луниђана (итал. Villafranca in Lunigiana) је насеље у Италији у округу Маса-Карара, региону Тоскана.
Према процени из 2011. у насељу је живело 3070 становника. Насеље се налази на надморској висини од 149 м.

## Становништво
| 1931. | 1936. | 1951. | 1961. | 1971. | 1981. | 1991. | 2001. | 2011. |
| ----- | ----- | ----- | ----- | ----- | ----- | ----- | ----- | ----- |
| 5.310 | 5.518 | 5.293 | 4.924 | 4.368 | 4.498 | 4.733 | 4.609 | 4.730 |